# Très Grand Autel d'Hercule Invaincu
Le Très Grand Autel de Hercule Invaincu (du latin Herculis invicti Ara maxima) était un autel antique situé sur le Forum Boarium à Rome. Son emplacement se trouve de nos jours dans le rione Ripa.

## Historique
Cet autel a été le premier consacré à Hercule. Il fut édifié à Rome avant même le temple d'Hercule Victor. Selon une tradition romaine rapportée par de nombreux auteurs, cet épisode se situe bien avant la fondation de Rome par Romulus. Hercule conduisant le troupeau des bœufs de Géryon a fait étape en ce lieu. Il a tué le brigand Cacus qui habitait dans une grotte de l'Aventin et qui lui avait volé des bêtes. L'autel aurait été édifié par le roi local Évandre, ami et admirateur d'Hercule au point de lui célébrer un culte de son vivant,. Les travaux de Filippo Coarelli ont montré l'importance dans la culture italique de cet Hercule conducteur et protecteur des troupeaux, en lien avec l'activité du forum boarium.
Pour Jérôme Carcopino et Jean Bayet, le culte romain d'Hercule provenait des colonies grecques d'Italie du Sud. Cette thèse est contestée par Denis Van Berchem, pour qui les servants de ce culte, les Potiti, représentent à Rome une forme de sacerdoce parfaitement étrangère aux habitudes indo-européennes. Ce dernier soutient que l'Hercule de l'Ara Maxima est en fait le Melqart de Tyr.

### Édification et restaurations
Une première tradition attribue l'édification de l'autel à Évandre,,, ; une deuxième, à Hercule lui-même,,, ; et une troisième, aux compagnons qu'Hercule avait laissés en Italie.
D'après Tacite, l'autel est détruit par le grand incendie de Rome de juillet 64. Il est reconstruit, probablement sous la dynastie des Flaviens (69 à 96). D'après Festus et Servius, il existe encore au IVe siècle. Il est incorporé au Ve siècle dans l'église Santa Maria in Cosmedin.

### Culte
Jusqu'à la fin du IVe siècle av. J.-C., le culte est privé et c'est Appius Claudius Caecus qui le rend public en 312 av. J.-C.. Sa dédicace à Hercule, protecteur des troupeaux, souligne l'importance accordée aux bœufs sur le forum. Il pourrait également, si l'hypothèse d'une construction plus ancienne (VIIe siècle av. J.-C.) est retenue, être lié au commerce du sel en provenance de l'embouchure du Tibre, dont les circuits de transport par les bergers de la Sabine en transhumance passaient par le forum Boarium.
Denis Van Berchem estime que la date du culte devait se situer vers le 20 septembre, à proximité de l'équinoxe d'automne. Il suggère qu'il s'agissait initialement d'une fête agraire, comportant l'offrande de la dîme des récoltes. Elle aurait été suivie d'une seconde fête, début avril, pendant laquelle on célèbrait le « réveil » de Melqart.

## Localisation
D'après les auteurs antiques, l'autel était situé après les portes du Circus Maximus et à l'intérieur du pomerium de Romulus.
L'emplacement de l'autel est connu par les inscriptions des préteurs urbains qui célébraient des sacrifices annuels sur l'autel ; elles ont été découvertes derrière l'église Santa Maria in Cosmedin. L'autel est donc identifié au massif en blocs de tuf volcanique de l'Anio qui subsiste dans les soubassements de l'église.

## Représentations
En Sicile, l'une des mosaïques de la villa romaine du Casale représente le Circus Maximus et, près de celui-ci, trois temples étrusques dont l'un est assimilé à l'Ara Maxima. Une figuration d'Hercule combattant, dans le temple, permet cette identification. C'est la seule proposition de restitution du monument dans son ensemble, pour schématique qu'elle soit, qui semble exister.
Il semble qu'il faille assimiler l'Ara maxima à l'Aedes Pompeiana Herculis, nom qui lui est donné après la découverte et la restauration des monuments de Pompéi.

### Sources littéraires antiques
- [Tite-Live] Tite-Live, Histoire romaine, p. I, 7, 10‑11, et IX, 29, 9.
- [Denys d'Halicarnasse] Denys d'Halicarnasse, Antiquités romaines, p. I, 40, 6.
- [Festus] Festus, Signification des mots, 237.
- [Servius] Servius, Commentaire sur Virgile, p. VIII, 269‑271.
- [Ovide] Ovide, Fastes, p. I, 581.
- [Properce] Properce, Élégies, p. IV, 9, 67.
- [Solin] Solin, Recueil de faits remarquables, p. I, 10.
- [Virgile] Virgile, Énéide, p. VIII, 271.
- [Macrobe] Macrobe, Saturnales, p. III, 6, 17.
- [Tacite] Tacite, Annales, p. XII, 24.